# Doubbel
Doubbel (ou Doubel Garre) est une localité du Cameroun située dans l'arrondissement de Petté, le département du Diamaré et la région de l’Extrême-Nord. Elle fait partie du canton de Petté rural.

## Population
En 1975, la localité comptait 632 habitants, dont 547 Peuls et 85 Massa. À cette date, elle était dotée d'une école publique à cycle incomplet et d'un poste agricole. Un marché hebdomadaire s'y tenait le dimanche.
Lors du recensement de 2005, on y a dénombré 826 personnes.